# Pogsons Gut
Pogsons Gut ist ein so genannter ghaut (gut), ein ephemeres Gewässer ähnlich einer Fiumara, auf St. Kitts, im karibischen Inselstaat St. Kitts und Nevis.

## Geographie
Der Fluss entspringt im Norden von St. Kitts, hoch am Hang des Mount Liamuiga. Zusammen mit anderen Quellbächen verläuft er den steilen Hang hinab nach Norden und mündet bald bei Parson’s Ground in der Sandy Bay ins Karibische Meer, ganz in der Nähe zur Mündung der beiden benachbarten Lynches Gut und Lavingtons Gut.